# Schwedenlöcher
Soutěska Schwedenlöcher se nachází nedaleko od městečka Rathen v Národním parku Saské Švýcarsko, kde propojuje údolí Amselgrund s vyhlídkovým skalním útvarem Bastei. Soutěska Schwedenlöcher je vytvořena vodní erozí měkčích pískovců. Byla pojmenována na památku události z třicetileté války, kdy bylo 3. srpna 1639 Rathewalde zničeno švédskými vojsky a místní lidé se zde schovávali. Přes Schwedenlöcher vede turistická cesta, která byla otevřena v roce 1886. Od února do září 2013 byla uzavřena kvůli pádu skal.